# Bijuteria

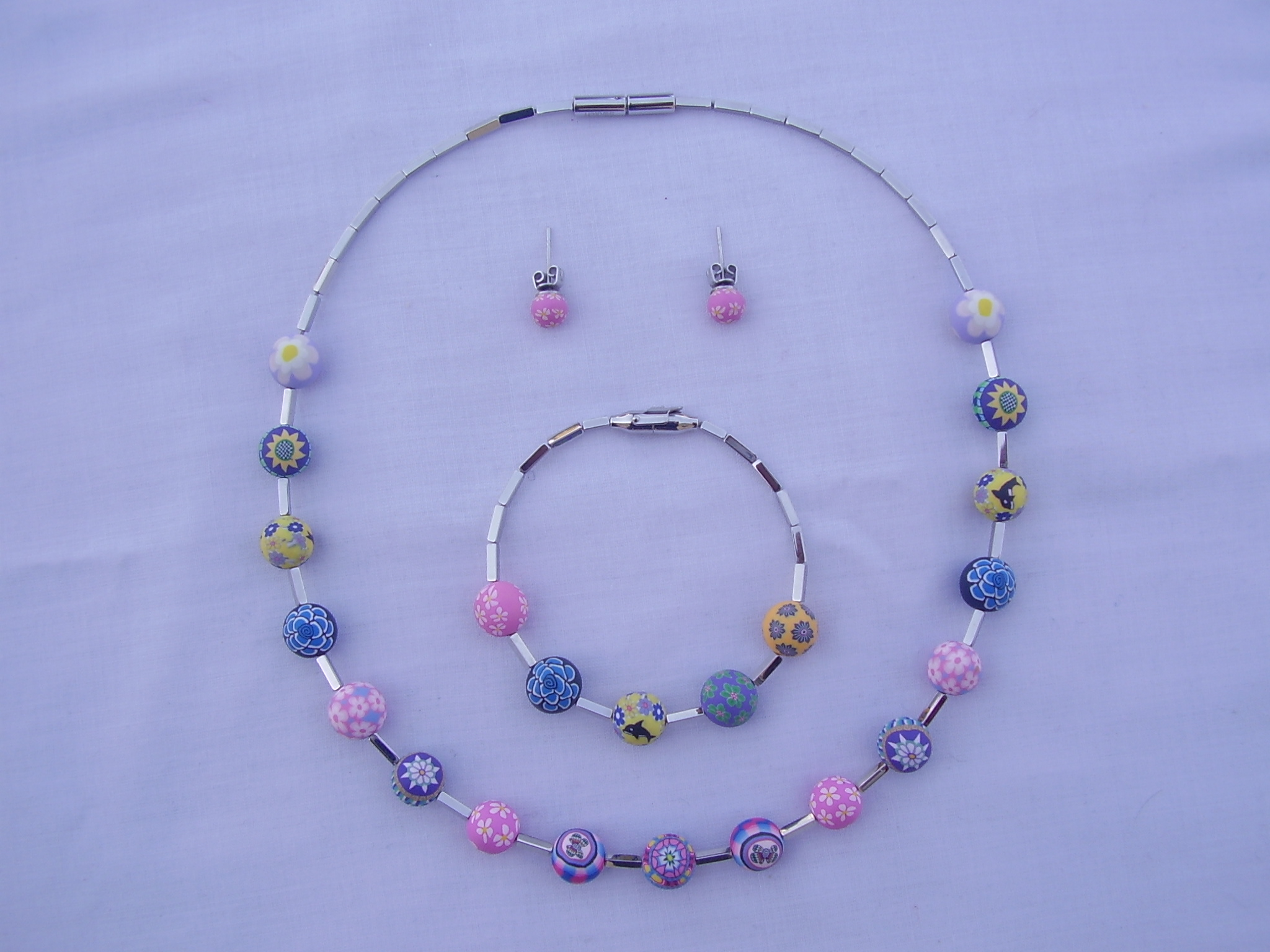
Bijuterias (brincos, pulseira e colar) produzidas pela Swatch

Originalmente, bijuteria é o ramo da ourivesaria ou joalheria que trabalha ligas metálicas semelhantes a ouro ou prata, assim como com pedras semipreciosas, vidro, plástico, miçangas etc. de modo a criar objetos semelhantes a joias e peças de fantasias. Por extensão, o termo também se aplica aos objetos criados.
Tratando-se inicialmente de imitações de joias, a bijuteria se desenvolveu numa série de adereços com valor precipuamente artístico em si mesmo, não mais tentando imitar as joias necessariamente, embora mantendo a mesma função de adereço corporal.[carece de fontes?]

## Técnicas
- Hana Ami é uma técnica japonesa de entrelaçamento na confecção de bijuterias.